# Фрейташ, Мануэла де
Мануэла де Фрейташ (порт. Manuela de Freitas, 4 сентября 1940, Лиссабон) — португальская актриса.

## Биография
Начинала в лиссабонском Театре комедии. Была среди основателей A Comuna — Teatro de pesquisa. Сыграла заглавную роль в трагедии Еврипида Медея, поставленной в 2006 Фернандой Лапа в столичном Театре имени Марии II. Дебютировала в кино у Жуана Сезара Монтейру в 1971. Впоследствии снималась у крупнейших португальских режиссёров.

## Избранная фильмография
- 1971: Fragmentos de um Filme Esmola (Жуан Сезар Монтейру)
- 1972: Прошлое и настоящее/ O Passado e o Presente (Мануэл де Оливейра)
- 1975: Que Farei com Esta Espada? (Жуан Сезар Монтейру)
- 1978: Veredas (Жуан Сезар Монтейру)
- 1979: Amor de Perdição (Мануэл де Оливейра)
- 1981: Франсишка/ Francisca (Мануэл де Оливейра)
- 1982: Дина и Джангу/ Dina e Django (Сольвейг Нордлунд)
- 1985: Атласный башмачок/ Le Soulier de Satin (Мануэл де Оливейра)
- 1985: Ninguém duas Vezes (Жоржи Силва Мелу)
- 1986: Цветок моря/ À Flor do Mar (Жуан Сезар Монтейру)
- 1987: O Desejado (Паулу Роша)
- 1988: Август/ Agosto (Жоржи Силва Мелу)
- 1989: Воспоминания о Жёлтом доме/ Recordações da Casa Amarela (Жуан Сезар Монтейру)
- 1990: Som da Terra a Tremer (Рита Азеведу Гомеш)
- 1992: Чёрная роза/ Rosa Negra (Маргарида Жил)
- 1992: Xavier (Мануэл Мозуш)
- 1993: Coitado do Jorge (Жоржи Силва Мелу)
- 1995: Комедия о Жуане Божьем/ A Comédia de Deus (Жуан Сезар Монтейру)
- 1995: Стрижка/ Corte de Cabelo (Жуакин Сапинью)
- 1995: Потерянный рай/ Paraíso Perdido (Алберту Сейшас Сантуш)
- 1997: Le Bassin de J. W. (Жуан Сезар Монтейру)
- 1999: Свадьба Жуана Божьего/ As Bodas de Deus (Жуан Сезар Монтейру)
- 2000: A Raiz do Coração (Паулу Роша)
- 2002: Frágil Como o Mundo (Рита Азеведу Гомеш)
- 2003: Туда-сюда/ Vai e Vem (Жуан Сезар Монтейру)
- 2003: Antes Que o Tempo Mude (Луиш Фонсека)